# Јелгава
Јелгава (лет. Jelgava, рус. Елгава, пољ. Mītava) је четврти по величини град у Летонији, смештен у јужном делу државе. Град чини и самосталну градску општину.
Јелгава је позната као историјско средиште древне покрајине Курландије.

## Географија
Град Јелгава је смештена на југу Летоније, на раскршћу путева између Риге и Каунаса, важних средишта Летоније и Литваније. Од главног града Риге град је удаљен 45 км јужно.
Рељеф: Јелгава се налази у историјској покрајини Курландији, чије је историјско средиште. Град се образовао на завоју реке Јелгаве. Град се налази у равничарском подручју, на 5-7 метра надморске висине.
Клима: У Јелгави влада континентална клима.
Воде: Град Јелгава се образовао на завојитом делу тока реке Јелгаве. Река дели град старији, јужни и северни, новији део.

## Историја
Подручје Јелгаве било је насељено још у време праисторије. Данашње насеље под немачким називом Митау основали су немачки витезови тевтонци 1265. године. 1617. године град је прикључен Државној заједници Пољске и Литваније. 1763. године град заузима Руска Империја и мења назив у Јелгава. У 19. веку град доживљава привредни процват.
1920. године Јелгава је прикључена новооснованој Летонији. 1940. године прикључена је СССР-у, али је ускоро пала у руке Трећег рајха (1941-44.). Град је тешко страдао у рату - преко 90% грађевина било је потпуно уништено. После рата град је био у саставу Летонске ССР, да би се поновним успостављањем летонске независности 1991. године нашао у границама Летоније.

## Становништво
| Година       |
| Становништво |
| ------------ |

Са приближно 66 хиљада становника Јелгава је четврти град по величини у Летонији. Међутим, од времена независности (1991. година) број становника је осетно опао (1989. - око 75 хиљада ст.). Разлога за ово је неколико - исељавање Руса и другим „совјетских“ народа у матице, одлазак младих у иностранство или Ригу због безперспективности и незапослености, негативан прираштај.
Етнички састав: Матични Летонци чине нешто више од половине градског становништва. Национални састав је следећи:
- Летонци: 55%
- Руси: 29%
- Белоруси: 6%
- Украјинци: 3%
- остали: 7%

## Знаменитости
Јелгава је познат по старом дворцу, архитектонском делу познатог руског барокног архитекте Растелија.

## Партнерски градови
- Ријеј Малмезон
- Пјарну
- Шјауљај
- Вејле
- Алкамо
- Баранавичи
- Hällefors
- Москва
- Ивано-Франкивск
- Nacka
- Магадан
- Бјалисток
- Nova Odessa
- Vejle Municipality
- Hällefors Municipality
- Московска област
- Xinying

## Галерија
- Академија Петрина
- Римокатоличка црква
- некадашња градска синагога
- Споменик борцима у Другом светском рату